# Beddomeia tumida
Beddomeia tumida é uma espécie de gastrópodes da família Hydrobiidae.
É endémica da Austrália.